# Шимукаускас, Ионас Антано
Ионас Антано Шимукаускас — советский литовский хозяйственный деятель, Герой Социалистического Труда.

## Биография
Родился в 1927 году в Собувасе. Член КПСС с 1960 года.
В 1945—1950 — слесарь, помощник машиниста депо Вильнюс Литовской железной дороги, в 1950—1988 — машинист паровоза паровозного депо, машинист локомотива локомотивного депо станции Вильнюс Прибалтийской железной дороги.
Указом Президиума Верховного Совета СССР от 1 октября 1965 года присвоено звание Героя Социалистического Труда с вручением ордена Ленина и золотой медали «Серп и Молот».
Депутат Верховного Совета Литовской ССР 5-го созыва.
Умер в 2004 году в Вильнюсе.

## Награды и звания
- Герой Социалистического Труда (01.10.1965)
- Орден Ленина (01.10.1965)